# Fernando Henríquez
Fernando Henríquez Betancor, conocido como Chacho (Las Palmas de Gran Canaria, 27 de marzo de 1956 — 30 de julio de 2018) fue un piragüista olímpico español que compitió a finales de los 70. Quedó eliminado en las semifinales en la prueba de K-1 1000 metros en los Juegos Olímpicos de Montreal 1976. Henríquez particpó en dos Mundiales, acabando octavo en la prueba de K-1 en Sofía en 1977 y décimo en K-4 en Belgrado en 1978.